# Slowenische Badmintonmeisterschaft 2022
Die Slowenische Badmintonmeisterschaft 2022 fand vom 12. bis zum 13. März 2022 im Športna dvorana in Medvode statt.

## Medaillengewinner
| Disziplin    | Gold                    | Silber                      | Bronze                         |
| ------------ | ----------------------- | --------------------------- | ------------------------------ |
| Herreneinzel | Andraž Krapež           | Miha Ivančič                | Žiga Podgoršek                 |
| Herreneinzel | Andraž Krapež           | Miha Ivančič                | Gregor Alič                    |
| Dameneinzel  | Petra Polanc            | Anja Jordan                 | Špela Alič                     |
| Dameneinzel  | Petra Polanc            | Anja Jordan                 | Nika Arih                      |
| Herrendoppel | Gal Bizjak Rok Kuprivec | Miha Ivančič Domen Lonzarič | Martin Cerkovnik Gašper Krivec |
| Herrendoppel | Gal Bizjak Rok Kuprivec | Miha Ivančič Domen Lonzarič | Maj Poboljšaj Blaž Smrkolj     |
| Damendoppel  | Nika Arih Zoja Novak    | Špela Alič Anja Jordan      | Anja Blazina Ariana Korent     |
| Damendoppel  | Nika Arih Zoja Novak    | Špela Alič Anja Jordan      | Sabina Magyar Kim Matovič      |
| Mixed        | Miha Ivančič Nika Arih  | Maj Poboljšaj Anja Jordan   | Miha Ivančič Petra Polanc      |
| Mixed        | Miha Ivančič Nika Arih  | Maj Poboljšaj Anja Jordan   | Gregor Alič Špela Alič         |